# Оболонь (футбольный клуб, 1992)
«Оболо́нь» (укр. «Оболонь») — бывший украинский футбольный клуб из Киева. Основан в 1992 году.
Лучший результат в истории клуба — 6 место в Высшей лиге Украины в сезоне 2003/04. В сезоне 2012/13 «Оболонь» выступала в Первой лиге, три предыдущих сезона проведя в Премьер-лиге.

## История
В 1992 году коллектив энтузиастов объединился и создал футбольный клуб, на базе известной по всей Украине футбольной школы «Смена», который уже в первый год своего основания получил право выступать в чемпионате Украины среди коллективов физкультуры. Начав выступать под названием «Смена», впоследствии не раз меняла название — «Оболонь-Смена», «Оболонь-ПВО», с 2000 года «Оболонь».
В сезоне 1993/94 команда дебютировала в первенстве КФК и, сразу заняв третье место в своей группе, уже в следующем году с первого места в своей группе вышла во Вторую лигу Украины, где отыграла четыре сезона. В сезонах 1995/96 и 1996/97 команда заняла четвертое место, в сезоне 1997/98 — пятое место, в сезоне 1998/99 — первое место. Таким образом, сыграв четыре сезона, команда впервые в своей истории обрела право играть в Первой лиге. Но удержаться в Первой лиге не удалось, по окончании сезона «Оболонь» заняла 16 место.
Позже спонсором команды стал концерн «Оболонь» — производитель пива и безалкогольных напитков, а почётным президентом клуба на общественных началах стал народный депутат Украины Александр Слободян. Получив такую мощную поддержку, руководство поставило задачу как можно быстрее вернуться в Первую лигу. На должность главного тренера пригласили Владимира Мунтяна.
Поставленную задачу команда выполнила и уже через год вернулась в первую лигу. На зимний перерыв сезона 2001/02 команда пошла занимая третью позицию.
В зимний период Владимир Мунтян возглавил российскую «Аланию». Руководство клуба пригласило на пост главного наставника Петра Слободяна. В течение второго круга сезона 2001/02 команда держалась на завоеванных позициях и в итоге осталась на третьем месте, впервые в истории клуба выйдя в Высшую лигу.
Для игры в Высшей лиге в команду были приглашены несколько новых исполнителей: Сергей Ковалец, Владимир Черников, Руслан Ермоленко, Евгений Сухина, Всеволод Романенко, Игорь Продан, Олег Тымчишин, Андрей Драголюк, Павел Онисько, Сергей Дитковский и Роман Литовчак.
«Пивовары» провели в Высшей лиге три сезона: 2002/03, 2003/04 и 2004/05. Высшим достижением стало 6 место в сезоне 2003/04.
Благодаря стабильному финансированию клуб ежегодно являлся фаворитом Первой лиги, но три сезона подряд команда не могла пробиться в высший дивизион. В сезоне 2007/08 «Оболонь» ушла на зимний перерыв на первом месте, но затем уступила первое место «Ильичевцу» и «Львову». Право выступать в Премьер-лиге «Оболонь» завоевала по итогам сезона 2008/09 под руководством молодого тренера Юрия Максимова, заняв в первом дивизионе второе место после «Закарпатья».
В сезоне 2010/11 клуб, будучи одним из аутсайдеров, во встречах с будущими чемпионом «Шахтёром» и вице-чемпионом «Динамо» набрал больше очков, чем остальные команды, — 10 из 12-ти, что помогло клубу остаться в лиге.
21 февраля 2013 года в адрес ПФЛ пришло сообщение о том, что в связи с финансовыми проблемами команда не примет участия в весенней части соревнований.

## Прежние названия
- «Смена» (1992)
- «Смена-Оболонь» (1993—1995)
- «Оболонь» (1995—1996)
- «Оболонь-ПВО» (1997—2001)
- «Оболонь» (2001—2012)

## Статистика выступлений

### Украина
| Сезон   | Дивиз.                | Место | Игр | В  | Н  | П  | ГЗ | ГП | О  | Кубок Украины             | Европа | Европа | Примечания            |
| ------- | --------------------- | ----- | --- | -- | -- | -- | -- | -- | -- | ------------------------- | ------ | ------ | --------------------- |
| 1993/94 | Любительская лига     | 3     | 22  | 14 | 5  | 3  | 32 | 17 | 33 |                           |        |        | Смена                 |
| 1994/95 | Любительская лига     | 1     | 30  | 23 | 4  | 3  | 60 | 17 | 73 | 1/32 финала               |        |        | Смена-Оболонь         |
| 1995/96 | Вторая лигаГруппа «А» | 4     | 40  | 22 | 9  | 9  | 60 | 35 | 75 | 1/32 финала               |        |        | Оболонь               |
| 1996/97 | Вторая лигаГруппа «А» | 4     | 30  | 15 | 11 | 4  | 34 | 17 | 56 | 1/32 финала               |        |        | Оболонь-ПВО           |
| 1997/98 | Вторая лигаГруппа «В» | 5     | 30  | 15 | 7  | 8  | 47 | 28 | 52 | 1/128 финала              |        |        |                       |
| 1998/99 | Вторая лигаГруппа «В» | 1     | 26  | 20 | 4  | 2  | 45 | 18 | 64 | 1/64 финала               |        |        | Повышение             |
| 1999/00 | Первая лига           | 16    | 34  | 5  | 12 | 17 | 23 | 52 | 27 | 1/16 финала               |        |        | Понижение             |
| 2000/01 | Вторая лигаГруппа «Б» | 1     | 28  | 21 | 4  | 3  | 51 | 14 | 67 | 1/4 финала кубка 2-й лиги |        |        | ПовышениеОболонь      |
| 2001/02 | Первая лига           | 3     | 34  | 18 | 8  | 8  | 49 | 26 | 62 | 1/8 финала                |        |        | Повышение             |
| 2002/03 | Высшая лига           | 14    | 30  | 7  | 7  | 16 | 32 | 45 | 28 | 1/8 финала                |        |        |                       |
| 2003/04 | Высшая лига           | 6     | 30  | 11 | 8  | 11 | 34 | 35 | 41 | 1/8 финала                |        |        |                       |
| 2004/05 | Высшая лига           | 15    | 30  | 4  | 9  | 17 | 18 | 43 | 21 | 1/16 финала               |        |        | Понижение             |
| 2005/06 | Первая лига           | 3     | 34  | 22 | 6  | 6  | 51 | 19 | 72 | 1/32 финала               |        |        |                       |
| 2006/07 | Первая лига           | 3     | 36  | 23 | 4  | 9  | 47 | 27 | 73 | 1/16 финала               |        |        |                       |
| 2007/08 | Первая лига           | 3     | 38  | 22 | 6  | 10 | 67 | 42 | 72 | 1/32 финала               |        |        |                       |
| 2008/09 | Первая лига           | 2     | 32  | 19 | 6  | 7  | 74 | 40 | 63 | 1/8 финала                |        |        | Повышение             |
| 2009/10 | Премьер-лига          | 11    | 30  | 9  | 4  | 17 | 26 | 50 | 31 | 1/4 финала                |        |        |                       |
| 2010/11 | Премьер-лига          | 10    | 30  | 9  | 7  | 14 | 26 | 38 | 34 | 1/16 финала               |        |        |                       |
| 2011/12 | Премьер-лига          | 15    | 30  | 4  | 9  | 17 | 17 | 42 | 21 | 1/16 финала               |        |        | Понижение             |
| 2012/13 | Первая лига           | 15    | 21  | 5  | 7  | 9  | 19 | 28 | 22 | 1/16 финала               |        |        | Снятие с соревнований |

## Командные рекорды
| #  | Игрок              | Матчи | Период выступления               |
| -- | ------------------ | ----- | -------------------------------- |
| 1  | Вячеслав Нивинский | 266   | 1995/96-2004/05, 2007/08-2008/09 |
| 2  | Сергей Конюшенко   | 240   | 1996/97-2005/06                  |
| 3  | Виталий Мищенко    | 195   | 1995/96-2001/02, 2003/04-2005/06 |
| 4  | Алексей Олешко     | 155   | 1995/96-2002/03                  |
| 5  | Роман Олейник      | 149   | 1993/94-1996/97, 1998/99-2004/05 |
| 6  | Сергей Сибиряков   | 146   | 2006/07-2012/13                  |
| 7  | Иван Лень          | 122   | 2005/06-2009/10                  |
| 8  | Андрей Корнев      | 122   | 1998/99-2002/03, 2011/12-2012/13 |
| 9  | Владимир Крохмаль  | 122   | 1999/00-2007/08                  |
| 10 | Павел Кутас        | 121   | 2001/02-2004/05, 2009/10-2010/11 |

| #  | Игрок              | Голы | Период выступления               |
| -- | ------------------ | ---- | -------------------------------- |
| 1  | Павел Онисько      | 39   | 2002/03, 2006/07-2009/10         |
| 2  | Вячеслав Терещенко | 37   | 2001/02-2004/05                  |
| 3  | Валерий Иващенко   | 27   | 2004/05-2007/08, 2011/12         |
| 4  | Виталий Мищенко    | 26   | 1995/96-2001/02, 2003/04-2005/06 |
| 5  | Игорь Продан       | 22   | 1995/96-1996/97, 2002/03-2004/05 |
| 6  | Олег Быченко       | 22   | 1993/94-1998/99                  |
| 7  | Валерий Куценко    | 22   | 2006/07-2009/10                  |
| 8  | Андрей Корнев      | 20   | 1998/99-2002/03, 2011/12-2012/13 |
| 9  | Денис Пойда        | 19   | 1997/98-2001/02                  |
| 10 | Игорь Малыш        | 19   | 2006/07-2009/10                  |

## Фарм-клуб
Команда «Оболонь-2» играла во Второй лиге в сезонах 2001/02—2008/09 и 2012/13.